# Artur Becker (Schriftsteller)

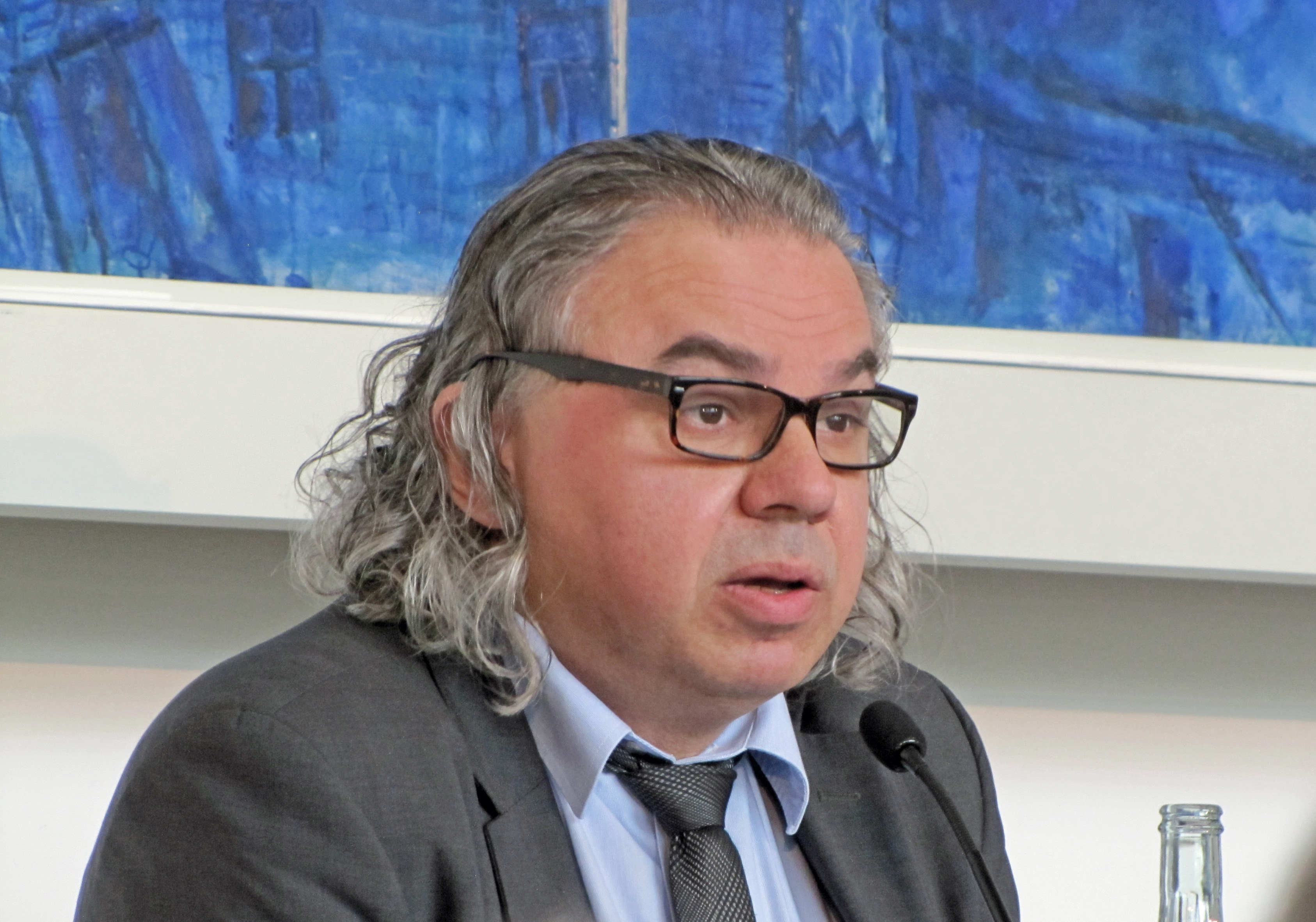
Artur Becker (2017)

Artur Becker (* 7. Mai 1968 in Bartoszyce, Polen als Artur Bekier) ist ein polnisch-deutscher Schriftsteller. Seit 1985 lebt er in Deutschland, wo er seitdem Romane, Erzählungen, Gedichte und Aufsätze verfasst und als Übersetzer tätig ist.

## Leben
Becker wuchs in Masuren (ehem. Ostpreußen) als Sohn deutsch-polnischer Eltern auf. Nach der Aussiedlung nach Deutschland 1985 holte er 1989 in Verden (Aller) das deutsche Abitur nach und studierte bis 1997 Kulturgeschichte Osteuropas sowie deutsche Literatur- und Sprachwissenschaft an der Universität Bremen. Becker debütierte 1984 auf Polnisch in der Gazeta Olsztyńska, und zwar als Lyriker. 1989 wechselte er die Sprache und schreibt seitdem ausschließlich auf Deutsch. Ab 1990 publizierte er vor allem in der Literaturzeitschrift Stint aus Bremen. Becker nahm am Ingeborg-Bachmann-Wettbewerb 2001 und 2004 in Klagenfurt teil. Er schreibt regelmäßig Essays und Artikel für die Frankfurter Rundschau, Ostragehege, den Rheinischen Merkur, Neue Zürcher Zeitung, Rzeczpospolita und andere Zeitungen. Er ist auch als Performer von lyrischen Auftritten mit der Bremer Jazzband Swim Two Birds geschätzt. Artur Becker ist Mitglied im PEN-Zentrum Deutschland.
Zu seinen bekanntesten Werken zählt der Roman Der Dadajsee (1997), der die Rückkehr eines polnischen Gastarbeiters aus Deutschland in seine Heimat schildert, und die Novelle Die Zeit der Stinte (2006), in der sich ein deutsch-polnischer Spätaussiedler auf historische Spurensuche begibt, um die Geschichte eines Mordes zu untersuchen, den drei KZ-Häftlinge gegen Kriegsende an einem Kommandanten eines Außenlagers des KZ Stutthof begangen hatten. In seinem Schelmenroman Das Herz von Chopin (2006) ironisiert er am Beispiel eines Emigranten- und Autohändlermilieus die polnische Romantik. Beckers Schreibstil wird oft mit dem von Ernest Hemingway verglichen, er selbst nennt aber vor allem John Steinbeck und Isaac B. Singer als ihm stilistisch und geistig verwandte Autoren. Auch Beckers Lyrik, die sich wie diejenige von Czesław Miłosz vor allem mit theologischen Themen beschäftigt, ist in den letzten Jahren in Deutschland immer bekannter geworden. Dies liegt vor allem an den zahlreichen öffentlichen Auftritten des Autors, der selbst angibt, mittlerweile mehr als 500 Lesungen absolviert zu haben.
Beckers Roman Wodka und Messer. Lied vom Ertrinken (2008)  erzählt die Geschichte des im ermländischen Dadajsee ertrunkenen Mädchens Marta und seines Geliebten Kuba Dernicki, der als ein ehemaliger Solidarność-Dissident in den Westen geflohen ist. Seine Rückkehr in das polnische Heimatdorf Wilimy gleicht dem Abstieg in die Unterwelt: Die Begegnung mit der Vergangenheit wirft die Frage auf, wer mehr Macht hat – die Toten oder die Lebenden. Außerdem erzählt der Roman die neueste Geschichte Polens – vom Kriegsrecht, von der transformacja, der polnischen Wende von 1989 und den Jahren danach. 2013 erschien sein Roman Vom Aufgang der Sonne bis zu ihrem Niedergang, der die Zeit der Wende von 1989 in Polen behandelt und auf das Nationaldrama Totenfeier von Adam Mickiewicz und den Psalm 113 anspielt.
2016 folgte der Essayband Kosmopolen. Auf der Suche nach einem europäischen Zuhause, in dem sich Becker auf die polnischen, um die Exilzeitschrift Kultura in Paris gescharten Emigranten beruft. Der „Kosmopole“, wie ihn Becker versteht, ist ein von seiner nationalen Zugehörigkeit unabhängiger Zeitgenosse, der seine Herkunft und seine Wurzeln keineswegs verleugnet, aber diese für eine größere, eine übernationale Sache fruchtbar zu machen sucht.
Beckers 2018 publizierter Roman Der unsterbliche Mr. Lindley erzählt unter anderem die Geschichte der britischen Ingenieursfamilie Lindley, die im 19. Jahrhundert in vielen europäischen Städten, so u. a. in Hamburg, Frankfurt am Main oder Warschau, erste Abwasserentsorgungs- und Wasserversorgungsanlagen gebaut hat, wobei der Ingenieur William Lindley als eine historische Person im Roman auftritt.
Sein Roman Drang nach Osten (2019) spielt unter anderem 1945 und in den ersten Nachkriegsmonaten im südlichen Ostpreußen, das nach den Beschlüssen der Konferenz von Jalta Polen zuerkannt worden ist.
Seit November 2024 ist Artur Becker Chefredakteur der "Literatur und Essayistik" des Onlinemagazins Faust-Kultur.
Artur Becker wohnt in Frankfurt am Main.

## Rezeption
Der Literaturkritiker Christoph Schröder schrieb 2019: „Becker ist ein noch immer weit unter Wert gehandelter Autor; es gibt kaum einen, der so vielschichtig und teilweise auch gewagt das deutsch-polnische Verhältnis seit 1945 thematisiert und zugleich in einer so mitreißenden Sprache Anekdoten, Geschichten, Erinnerungen, Gegenwartsbeobachtungen und Geschichtsreflexion zu einem literarisch gelungenen Romanwerk zusammenfügen kann.“ Die Literaturkritikerin Marta Kijowska äußerte 2020: „So entsteht ein vielschichtiges Bild Nachkriegspolens, von der Installierung des kommunistischen Regimes über die volksrepublikanischen Jahre bis heute. (…) Alles in allem ist Becker mit seinem Drang nach Osten nicht nur ein äußerst lesenswerter, sondern gar sein bislang eindrucksvollster Roman gelungen.“

## Ehrungen und Auszeichnungen
Becker wurde 2009 mit dem Adelbert-von-Chamisso-Preis der Robert Bosch Stiftung ausgezeichnet, 2012 erhielt er den DIALOG-Preis der Deutsch-Polnischen Gesellschaft Bundesverband. Mit dieser Auszeichnung werden Personen und Vereinigungen gewürdigt, die sich „in vorbildlicher Art und Weise für den Dialog der Völker und Kulturen in Europa sowie die Vertiefung der deutsch-polnischen Beziehungen engagieren“.
Zum 1. Juli 2020 wurde er Artist-Residency-Gast im Hotel Lindley Lindenberg in Frankfurt am Main – dem Hotel, das er in seinem 2018 publizierten Roman Der unsterbliche Mr. Lindley beschrieben hatte.
2020 wurde Artur Becker durch Sächsische Akademie der Künste und den Verein Bildung und Gesellschaft in Dresden die Chamisso-Poetikdozentur zuerkannt.
Im Oktober 2024 nahm das Literaturarchiv im Universitätsarchiv der Johann Wolfgang Goethe Universität in Frankfurt am Main unter der Leitung von Dr. Wolfgang Schopf Artur Beckers literarischen Autorennachlass (unveröffentlichte Manuskripte, Briefe, Dokumente, Autographen, Erinnerungsstücke) aus den Jahren 1983 bis 2023 in seine Sammlung auf: insgesamt neun Kartons.

## Werke

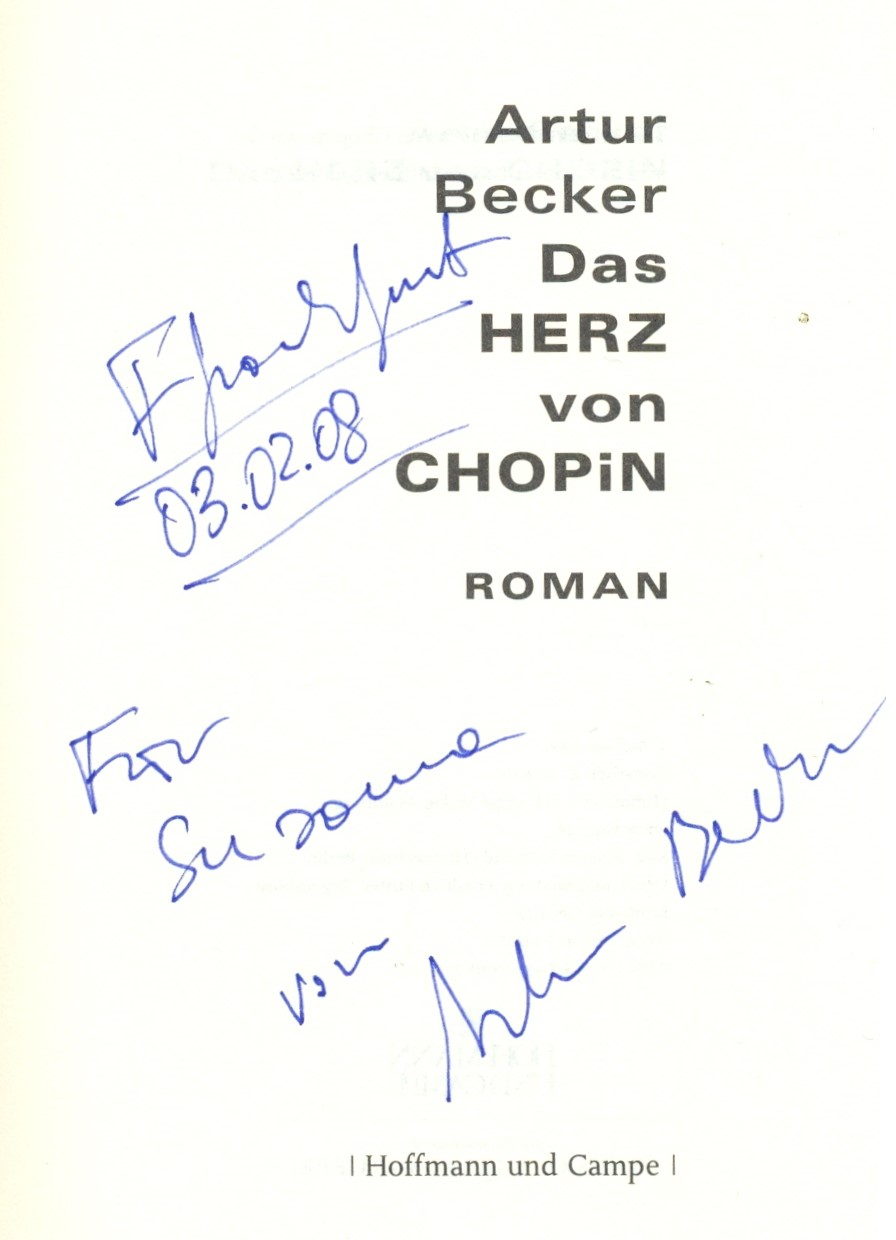
Autograph von Artur Becker

- Der Dadajsee. Roman. Stint Verlag, Bremen 1997, ISBN 3-928346-13-X.
- Der Gesang aus dem Zauberbottich. Gedichte. Verlag H. M. Hauschild, Bremen 1998, ISBN 3-928346-15-6)
- Jesus und Marx von der ESSO-Tankstelle.  Gedichte. STINT Verlag, Bremen 1998, ISBN 3-928346-18-0.
- Dame mit dem Hermelin. Gedichte. Carl Schünemann Verlag, Bremen 2000, ISBN 3-7961-1823-2.
- Onkel Jimmy, die Indianer und ich. Roman. Hoffmann und Campe Verlag, Hamburg 2001, ISBN 3-455-00432-6.
- Die Milchstraße. Erzählungen. Hoffmann und Campe Verlag, Hamburg 2002, ISBN 3-455-00433-4.
- Kino Muza. Roman. Hoffmann und Campe Verlag, Hamburg 2003, ISBN 3-455-00434-2.
- Die Zeit der Stinte. Novelle. Deutscher Taschenbuchverlag, München 2006, ISBN 3-423-24497-6.
- Das Herz von Chopin. Roman. Hoffmann und Campe Verlag, Hamburg 2006, ISBN 3-455-40005-1.
- Wodka und Messer. Lied vom Ertrinken. Roman. Weissbooks.w, Frankfurt am Main 2008, ISBN 978-3-940888-28-0.
- Ein Kiosk mit elf Millionen Nächten. Gedichte. Stint Verlag, Bremen 2009. ISBN 978-3-928346-25-2
- Der Lippenstift meiner Mutter. Roman. Weissbooks.w, Frankfurt am Main 2010, ISBN 978-3-442-74296-7.
- Vom Aufgang der Sonne bis zu ihrem Niedergang. Roman. Weissbooks.w, Frankfurt am Main 2013, ISBN 978-3-940888-06-8.
- Sieben Tage mit Lidia. Novelle. Weissbooks.w, Frankfurt am Main 2014, ISBN 978-3-86337-065-7.
- Kosmopolen. Auf der Suche nach einem europäischen Zuhause. Essays. Weissbooks.w, Frankfurt am Main 2016, ISBN 978-3-86337-105-0.
- Pusteblumen. In: Menschen und Masken. Literarische Begegnungen mit dem Maler Felix Nussbaum. Hrsg. v. Jutta Sauer. zu Klampen, Springe 2016, ISBN 978-3-86674-525-4, S. 70–78.
- Der unsterbliche Mr. Lindley. Roman. Weissbooks.w, Frankfurt am Main 2018, ISBN 978-3-86337-172-2.
- Drang nach Osten. Roman. Weissbooks.w, Frankfurt am Main 2019, ISBN 978-3-86337-119-7.
- Bartel und Gustabalda. Gedichte. Parasitenpresse, Köln 2019, ISBN 978-3-947676-48-4.
- Von der Kraft der Widersprüche. Dresdner Poetikdozentur. Thelem, Dresden 2021, ISBN 978-3-95908-423-9.
- Links: Ende und Anfang einer Utopie. Ein Essay. Westend-Verlag, Frankfurt am Main 2022, ISBN 978-3-86489-354-4.
- Hinter den Säulen des Herakles. Gedichte. Parasitenpresse, Köln 2023, ISBN 3988050296.
- Schwarze Servietten auf meinem Herzen. Aus den Leben der Kosmopolen. Essays. Arco Verlag, Wuppertal, Wien 2024, ISBN 3965870688.

## Übersetzungen ins Deutsche
- „Ein Kiosk mit elf Millionen Nächten“, Gedichte (STINT Verlag, Bremen 2009, ISBN 978-3-928346-25-2), aus dem Polnischen übersetzte Gedichte von Czesław Miłosz, Adam Zagajewski, Krzysztof Niewrzęda, Dariusz Muszer, Ewa Sonnenberg als eigene Abteilung im Gedichtband
- „Ein Oktopus, aber so viele Handschuhe“, aus dem Englischen übersetzte Gedichte von Di Lu Galay (Parasitenpresse, Köln 2021, ISBN 978-3-947676-79-8)
- „Auf nächtlicher Reise“, aus dem Polnischen übersetzte Gedichte von Krzysztof Siwczyk (Parasitenpresse, Köln 2022, ISBN 978-3-9880500-0-7)
- „Willkommen in Auschwitz“, aus dem Polnischen übersetzte Erzählungen von Tadeusz Borowski (Edition W im Westend Verlag, Frankfurt am Main 2023, ISBN 978-3-949671-07-4)

## Preise und Stipendien
- 1997:  Preis „Das neue Buch in Niedersachsen und Bremen“ für den Roman Der Dadajsee
- 1997: Autorenstipendium der Freien Hansestadt Bremen für den Gedichtband Der Gesang aus dem Zauberbottich
- 1998: Villa-Decius-Stipendium in Krakau
- 2000: Deutsches-Haus-Stipendium in New York
- 2001: Autorenförderung des Deutschen Literaturfonds Darmstadt für den Roman Onkel Jimmy, die Indianer und ich
- 2002: Jahresstipendium für Literatur des niedersächsischen Kulturministers für den Roman Kino Muza
- 2003: Aufenthaltsstipendium im LCB (Literarisches Colloquium Berlin)
- 2005: Casa-Baldi-Stipendium in Olevano Romano der Deutschen Akademie
- 2005: „Grenzgänger – Recherchen in Mittel- und Osteuropa“ – Projektförderung der Robert Bosch Stiftung für die Novelle Die Zeit der Stinte und für den Roman Das Herz von Chopin
- 2006: Stipendium aus dem Else-Heiliger-Fonds der Konrad-Adenauer-Stiftung
- 2007: Autorenförderung des Deutschen Literaturfonds Darmstadt für den Roman Wodka und Messer. Lied vom Ertrinken
- 2009: Adelbert-von-Chamisso-Preis
- 2010: Aufenthaltsstipendium im Deutschen Studienzentrum in Venedig
- 2011: Jahresstipendium für Literatur des niedersächsischen Kulturministers für den Roman Vom Aufgang der Sonne bis zu ihrem Niedergang
- 2012: DIALOG-Preis der Deutsch-Polnischen Gesellschaft Bundesverband
- 2017: Jahresstipendium für Literatur des niedersächsischen Kulturministers für den Roman Ein roter Ziegelstein für Izabela[10]
- 2020: Chamisso-Poetikdozentur der Sächsischen Akademie der Künste und des Vereins Bildung und Gesellschaft in Dresden[11]
- 2022: Kakehashi-Literaturpreis für Drang nach Osten[12]